# Роландас Баравикас
Роландас Баравикас (лит. Rolandas Baravykas, нар. 23 серпня 1995, Шяуляй) — литовський футболіст, захисник клубу Неа Саламіна Фамагуста, у складі якого — володар Кубка Литви і Суперкубка Литви, а також національної збірної Литви.

## Клубна кар'єра
У дорослому футболі дебютував 2013 року виступами за команду клубу «Атлантас», в якій провів чотири сезони, взявши участь у 85 матчах чемпіонату.  Більшість часу, проведеного у складі «Атлантаса», був основним гравцем захисту команди.
До складу «Жальгіріса» приєднався 2017 року. Після сезону 2019 року закінчився контракт, як не бул продовжен.

## Виступи за збірні
2012 року дебютував у складі юнацької збірної Литви, взяв участь в 11 іграх на юнацькому рівні.
Протягом 2013–2016 років залучався до складу молодіжної збірної Литви. На молодіжному рівні зіграв у 18 офіційних матчах, забив 1 гол.
2015 року дебютував в офіційних матчах у складі національної збірної Литви.

## Титули і досягнення
- Володар Кубка Литви (1):

«Жальгіріс»: 2018
- Володар Суперкубка Литви (1):

«Жальгіріс»: 2017
- Чемпіон Румунії (1):

«Фарул»: 2022-23